# Электромагнитный громкоговоритель
Электромагнитный громкоговоритель (по отношению к устройствам, не излучающим звук в окружающее пространство, а предназначенным для телефонов и наушников, применяются термины электромагнитный капсюль и электромагнитный телефон) — громкоговоритель, в котором звуковые колебания создаются за счёт движения мембраны из магнитного материала либо металлического якоря в поле неподвижного электромагнита. Исторически — самый первый громкоговоритель. С появлением динамических громкоговорителей электромагнитный громкоговоритель вышел из употребления в большинстве устройств, за исключением некоторых наушников и малогабаритных звуковых излучателей (например, компьютерных спикеров).

## История
Принцип электромагнитного звукоизлучателя был использован в телефоне Белла. Однако конструкция его телефона позволяла только индивидуальное прослушивание воспроизводимого звука. До появления радиоламп предпринимались различные попытки усиления звука с помощью прерываемого воздушного потока (принцип сирены), но они отличались плохим качеством звука и не позволяли регулировать громкость.
С появлением радиоламп появился источник электрического сигнала достаточно большой мощности, однако устройства, работавшие по принципу телефона Белла, не были способны воспроизводить звуковые колебания достаточной для непосредственного излучения звука в окружающее пространство амплитуды. В качестве решения проблемы долгое время использовались рупоры. Однако рупоры вносили искажения в сигнал и, кроме того, достаточно широкополосные для воспроизведения музыкальных произведений рупоры были весьма громоздкими.
В 1915 году Питер Йенсен предложил вместо мембраны использовать металлический якорь, соединённый с бумажным диффузором, что позволило отказаться от громоздкого рупора. Следующим шагом было изобретение индукторных громкоговорителей, или громкоговорителей системы «Фаранд», в которых якорь двигался не в направлении полюсных наконечников, а параллельно их поверхности, что позволило добиться большей амплитуды колебаний и лучшего воспроизведения низких частот.
В 1924 году Честер У. Райс и Эдвард У. Келлог представили конструкцию динамического громкоговорителя, которая в последующие годы вытеснила электромагнитные громкоговорители из большинства областей применения. Однако это произошло не сразу: дело в том, что электродинамический громкоговоритель требует для работы магнита большой силы (или же имеет меньшую чувствительность при том же магните). Вместо этого до конца 40-х годов в громкоговорителях использовались электромагниты, что требовало дополнительного источника постоянного тока. Это ограничивало использование динамиков в батарейных приёмниках (что привело бы к большому расходу батарей) и радиоточках. Это также было одной и причин, почему громкоговорители типа «Рекорд» в СССР производились вплоть до 1952 года. В то же время, в недорогих сетевых приёмниках недостаток превращался в достоинство: полевая обмотка служила дополнительным фильтром питания для источника анодного напряжения, что упрощало и удешевляло конструкцию.
Важно и то, что все доступные в то время источники сигнала (усилительные лампы, а также проводная трансляция) имели высокое выходное сопротивление, требовавшее большого сопротивления нагрузки — звуковой катушки громкоговорителя, порядка единиц килоом. На практике такая катушка должна содержать тысячи витков. Подвижная катушка динамического громкоговорителя по конструктивным причинам должна быть компактной и лёгкой, изготовить её с таким сопротивлением невозможно. Поэтому (вплоть до появления транзисторных усилителей современного типа) для использования динамического громкоговорителя требовался согласующий трансформатор на полную мощность и частотный диапазон сигнала — дорогой, тяжёлый и тщательно изготовленный. Неподвижную же катушку электромагнитного громкоговорителя легко сделать с любым необходимым сопротивлением. К тому же электромагнитный громкоговоритель вполне допускает некоторый постоянный ток через звуковую катушку, что было необходимо для работы с простейшими ламповыми усилителями.
После прекращения выпуска электромагнитных громкоговорителей электромагнитные капсюли продолжали использовать в телефонах, а также в наушниках, не требующих высокого качества воспроизведения звука. Кроме того, продолжают выпускаться миниатюрные электромагнитные излучатели, имеющие схожую область применения с пьезокерамическими. Вновь популярность электромагнитным излучателям вернули внутриканальные наушники, так как они не требуют большой амплитуды колебаний, а значит практически не имеют проблем с неравномерностью магнитного поля в зазоре и связанными с этим нелинейными искажениями, а также миниатюрные слуховые аппараты, где конструкция излучателя позволяет размещать его более компактно в слуховом проходе.
- Рупорный громкоговоритель: рупор свёрнут в спираль
- Диффузорный электромагнитный громкоговоритель
- Диффузорный индукторный громкоговоритель
- Громкоговоритель типа «тарелка»
- Высокоомные головные телефоны
- Миниатюрный звукоизлучатель для подачи сигналов POST
- Арматурные наушники JH16 от Jerry Harvey Audio

## Устройство и принцип работы
Простейший электромагнитный преобразователь состоит из постоянного магнита, насаженных на полюсные наконечники обмоток электромагнита и мембраны, представляющей собой гибкую пластину из магнитомягкого материала, заключённых в корпус из немагнитного материала. В исходном состоянии мембрана притягивается к полюсным наконечникам за счёт постоянного магнита, из-за чего прогибается в их сторону. При пропускании тока через электромагнит, в зависимости от направления тока, магнитные поля постоянного магнита и электромагнита складываются либо вычитаются. Если их векторы магнитной индукции направлены в одну сторону, они складываются и мембрана сильнее притягивается к полюсным наконечникам. Если в разные — магнитный поток уменьшается, мембрана распрямляется под действием силы упругости.
Такая схема годится для телефонов и наушников, не критичных к качеству звука и не требующих большой громкости. У таких излучателей ограничена как площадь мембраны, так и амплитуда её колебаний. Если суммарный магнитный поток будет достаточно сильным, мембрана притянется к полюсам и останется неподвижной при дальнейшем его росте. В обратном направлении движение мембраны ограничено нулевым результирующим магнитным потоком, когда мембрана полностью распрямляется, после чего с ростом тока в обмотке начнёт движение обратно к полюсным наконечникам. Если попытаться расположить мембрану дальше от полюсных наконечников, это приведёт к значительному ухудшению КПД. Кроме того, из-за несимметричности и неодинакового магнитного потока на разных расстояниях от полюсных наконечников такая схема подвержена чётным гармоникам.
Существовали также диффузорные громкоговорители такой схемы: в них вместо мембраны использовался металлический якорь, который с помощью тяги соединялся с бумажным диффузором. Однако из-за вышеуказанных недостатков, которые сильнее проявлялись именно в диффузорных громкоговорителях, от этой схемы вскоре отказались в пользу более сложных.

### Дифференциальная схема
Для компенсации чётных гармоник применялись схемы, в которых на якорь в исходном положении силы притяжения магнитов не действуют. Для этого один или оба полюса электромагнита расщепляются. Полюса и якорь располагают так, чтобы последний притягивался к одной или другой паре полюсов в зависимости от направления пропускаемого через электромагнит тока.
Один из вариантов такого механизма изображён на рисунке. Здесь обмотка электромагнита расположена вокруг якоря, а сам якорь насажен на ось. В зависимости от направления тока через электромагнит, якорь будет притягиваться к правому верхнему и левому нижнему полюсу или правому нижнему и левому верхнему. Через тягу якорь соединён с диффузором.
Другой вариант, который применялся в громкоговорителях типа «рекорд» («тарелка»), а позднее — во внутриканальных наушниках, содержит гибкий якорь, соединённый с диффузором с помощью стержня. Один конец якоря соединён с одной парой противоположных полюсов двух постоянных магнитов, а другой — находится в зазоре между двумя другими. При пропускании тока через катушку, в зависимости от направления тока, сердечник притягивается к одному из двух магнитов.
Дифференциальные схемы имели небольшую величину чётных гармоник, однако не решали проблему неравномерности силы притяжения якоря в зависимости от расстояния от полюсного наконечника, из-за которой не удавалось значительно снизить уровень нечётных гармоник, особенно на низких частотах. В то же время, в излучателях небольшого размера, например, во внутриканальных наушниках, требуемая амплитуда колебаний невелика, из-за чего нелинейные искажения в таких наушниках, особенно на средних и высоких частотах, не больше, чем в динамических, и поэтому они годятся для высококачественного звуковоспроизведения.

### Индукторные громкоговорители
Главная особенность индукторных громкоговорителей в том, что якорь в них двигался параллельно поверхности полюсных наконечников, что позволяло уменьшить зазор между полюсами и якорем, а также не допускать прикосновения якоря к полюсам при большой амплитуде колебаний.
Одна из схем индукторных громкоговорителей — система «Фаранд». В таком громкоговорителе также имеются четыре полюсных наконечника, на каждом из которых имеется электромагнит. Громкоговоритель такой системы имеет два якоря, соединённых тягой, расстояние между которыми отличается от расстояния между парами полюсных наконечников. Обмотки электромагнитов включены так, чтобы при подаче тока увеличивать магнитный поток через одну пару полюсов, и препятствовать замыканию магнитного потока через другую. В результате один из якорей будет втягиваться в «свой» магнитный зазор сильнее, а другой — слабее.